# Społeczeństwo jest niemiłe
Społeczeństwo jest niemiłe – debiutancka płyta Doroty Masłowskiej z 2014, wydana pod pseudonimem Mister D.
Album w intencji Masłowskiej miał stanowić odskocznię od działalności czysto literackiej, z którą do tej pory była kojarzona. Uznała także, że nowa dla niej – muzyczna – forma wyrazu będzie lepiej od literatury zaangażowanej pasować do tematyki społecznej, którą zamierzała poruszyć. Płyta była nagrywana przez pół roku w mieszkaniu Masłowskiej we współpracy z profesjonalnymi muzykami. Została wydana 22 lutego 2014. Muzycznie album stanowi mieszankę rapu, punka i muzyki tanecznej, utrzymanych w estetyce kampu i pastiszu, z celowo uwypukloną amatorskością wokalną Masłowskiej. W tekstach utworów Masłowska mierzy się z tematami nierówności płci (w tym w ramach samego hip-hopu), kultury skoncentrowanej na celebrytach, konsumpcjonizmu, tradycjonalizmu. Odnosi się do konkretnych postaci, symboli kojarzonych z latami dziewięćdziesiątymi, kalk z języka potocznego, telewizji i prasy kolorowej czy aspiracji i wyobrażeń stereotypowego Polaka, zarówno nowobogackiego, jak i prowincjonalnego. Do ośmiu piosenek powstały teledyski, które wizualnie stanowią spójną całość z resztą projektu. W listopadzie opublikowano osobno piosenkę „Tęcza”; stanowiła ona krytykę polskiego nacjonalizmu. Masłowska zagrała wraz z zespołem przeszło dwadzieścia koncertów. W listopadzie 2015 zawiesiła działalność muzyczną.
Społeczeństwo jest niemiłe bezpośrednio po wydaniu spotkało się z umiarkowanymi, a niekiedy wręcz jednoznacznie negatywnymi recenzjami. Zarzucano pretensjonalność, słabość warsztatową, infantylność tekstów i kiczowatość. Zarówno płyta, jak i Masłowska jako artystka zostali jednak docenieni z perspektywy podsumowań roku 2014 oraz w publikowanych później pogłębionych analizach albumu. Doceniono humor, stylistykę, wyczucie muzycznej formy oraz trafność, z jaką Masłowska przedstawiła obraz społeczeństwa polskiego końca epoki transformacji, w tym jego pychę, pretensjonalność, przaśność.

## Powstanie i wydanie płyty

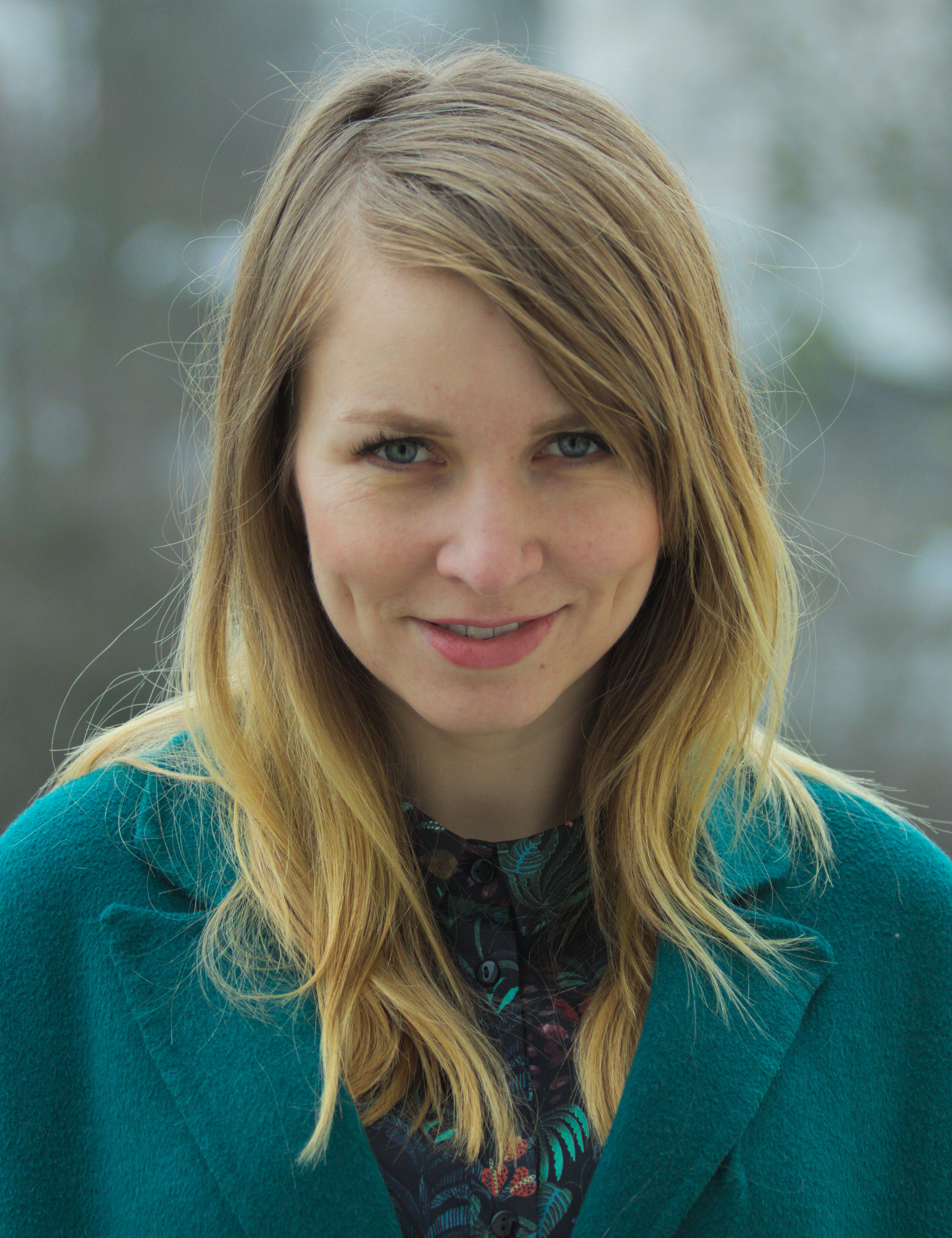
Dorota Masłowska

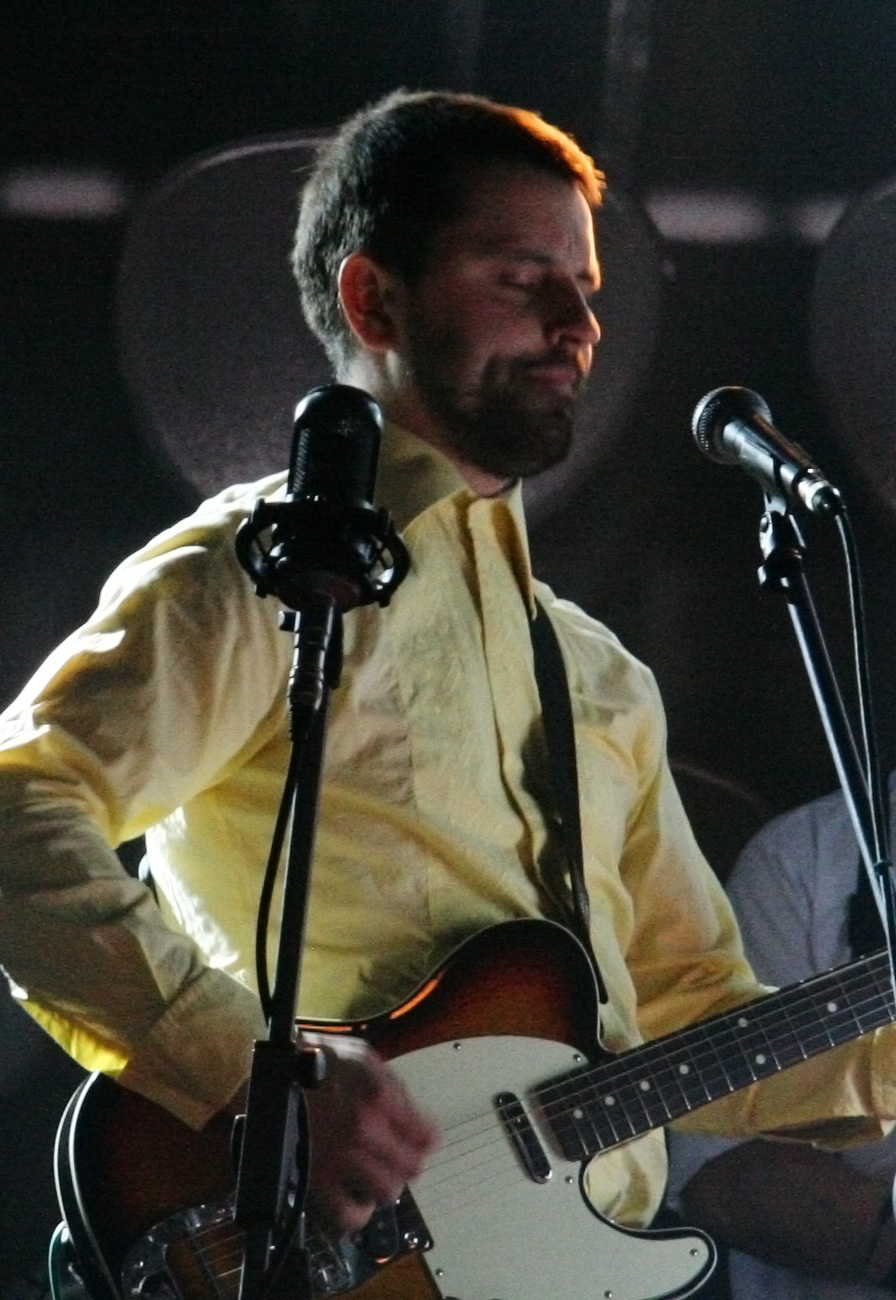
Marcin Macuk

Powstanie płyty Masłowska motywowała zmęczeniem literaturą jako branżą i potrzebą poświęcenia się nowej formie, jaką się okazała muzyka. Pisarka chciała wyrazić swoją opinię na tematy społeczne, nie chcąc jednak tego robić w postaci literatury zaangażowanej, której jest niechętna. „Płyta powstała też z mojej tęsknoty za piosenkami, z którymi bym się mogła identyfikować (…). Chodziło o zaryzykowanie i zmierzenie się z nową formą, stworzenie nowej formy, choć trudniej w odbiorze i niedoskonałej, do wypowiadania się na tematy społeczne”. Idea pseudonimu, męskiego alter ego pisarki, miała się wywodzić z sesji zdjęciowej z 2006 autorstwa Igora Omuleckiego, podczas której Masłowska pozowała także jako mężczyzna. Płytę promowało hasło „Seks, hajs, problemy, pogarda”.
Masłowska napisała na płytę teksty oraz muzykę. W procesie twórczym wspierali ją profesjonalni muzycy: Marcin Macuk i Kuba Wandachowicz. Z drugim z nich miała okazję współpracować już w 2003, kiedy to Masłowska gościnnie zaśpiewała w piosenkach „Słyszałeś” oraz „Świat wylazł z foremki” z płyty 2 Cool Kids of Death. Płyta nagrywana była przez pół roku w mieszkaniu Masłowskiej, gdzie zainstalowano profesjonalny mikrofon. Ukazała się 22 lutego 2014. Jej wydaniu towarzyszyła wystawa pod tym samym tytułem w Galerii Raster. Prezentowane tam prace (także Honoraty Martin, Dominiki Olszowy i Marii Toboły) dotyczyły „konfrontacji z Polskim społeczeństwem i Polską w ogóle”. W kolekcjonerskiej serii Rasters Edition ukazało się także limitowane wydanie albumu w oprawie graficznej Jacka Kołodziejskiego. Płyta, zamiast pudełka, oprawiona była w sygnowaną okładkę-teczkę z fotografiami. Nakład edycji liczył 100 sygnowanych egzemplarzy.
W skład całego projektu artystycznego „Społeczeństwo jest niemiłe” oprócz płyty należy zaliczyć: koncerty, sesje zdjęciowe, kostiumy. Nadto album był promowany teledyskami do ośmiu utworów „Chleb” (2014), „Hajs” (2014), „Prezydent” (2014), „Czarna żorżeta” (2014), „Ryszard” (2014), „Społeczeństwo jest niemiłe” (2015), „Zapach Boga” (2015), „Żona piłkarza” (2016). Każdy w reżyserii innej osoby, lecz posiadające wiele elementów wspólnych.
W związku z wydaniem płyty Masłowska założyła także fanpejdż na Facebooku. Wcześniej nie posiadała profili na portalach społecznościowych (prywatnych bądź publicznych), o czym kilkukrotnie mówiła w wywiadach. Fanpejdż prowadzony był w duchu pastiszu, posty pisane były językiem „imprezowo-beztroskiej poetyki komercyjnych stron zespołów muzyki popularnej”, ogłaszane były także absurdalne konkursy. Styl ten był podchwytywany przez komentujących. Masłowska, przechwytując typowe elementy takiej estetyki, eksponowała banalność ich treści oraz wpływ internetu na ich dekontekstualizację. Strona przestała być aktualizowana 1 kwietnia 2016, po premierze teledysku „Żona piłkarza”.

## Okładka
Okładka płyty stanowi wstęp do nowej, hip-hopowej osobowości Masłowskiej – efektowny samochód, futro, wielkie psy (amstaffy). Tworzy parodystyczną dynamikę, ustanawiającą grunt pod dzieło. Jednak przedstawienie pojazdu jako rydwanu ciągniętego na łańcuchach przez psy stanowi odstępstwo od wizerunku typowego rapera. Według Aleny Aniskiewicz umiejscowienie nie jednego, a trzech psów stanowi mrugnięcie do publiczności – Masłowska gra raperkę, ale w większej skali i nie do końca prawidłowo. Podważa symboliczne znaczenie pitbullów w amerykańskim hip-hopie, jako psów odzwierciedlających „uliczną” wrażliwość i męską agresywność.

## Interpretacje tekstów piosenek i teledysków
W tekstach piosenek Masłowska mierzy się z takimi tematami jak nierówność płci, kultura skoncentrowana na celebrytach, konsumpcjonizm czy codzienność. Piosenki można podzielić na dwie główne grupy. Pierwsza traktuje o uprzedmiotawianiu kobiet (wszystkie w piosenkach są bezimienne) oraz bierności i infantylizmie mężczyzn („Ryszard”, „Prezydent”, „Żona piłkarza”, „Czarna żorżeta”, „Córka”, „Społeczeństwo jest niemiłe”), zaś druga o globalizacji, konsumpcjonizmie i rozczarowaniu kapitalizmem („Hajs”, „Chleb”, „Chrzciny”, „Kinga”, „Zapach Boga”). Masłowska w teledyskach często stosuje alegorie jako jej nośnik opinii na temat problemów społecznych oraz sytuacji politycznej w Polsce. Zdaniem Folty-Rusin Przedstawia „przywary” polskiego społeczeństwa, posługując się określonymi typami postaci oraz atrybutami, ubiorem i otoczeniem. Często celowo anachronizuje, sięgając po atrybuty nie z czasów współczesnych, lecz z lat 90. i PRL-u. Poszczególne obrazy nie pełnią funkcji ilustracyjnej wobec słów, lecz tworzą autonomiczne sensy. Całość ma być odbierana albo jako parabola losu określonego typu postaci funkcjonującej w polskim społeczeństwie albo konkretnej wady narodowej. Z kolei według interpretacji Sierzputowskiego obraz płyty składa się na ogólny obraz Polski w XXI wieku – szczególnie wpływ, jaki wywiera na nią kapitalizm – państwa wielkich marzeń i małych możliwości, co powoduje agresję i frustrację, skierowaną wobec innych Polaków, lecz przede wszystkim symbolicznych Innych.
Ryszard
Otwierający płytę „Ryszard”, podobnie jak „Kinga” i „Żona piłkarza”, stanowi obśmianie polskiego „high life”. Ironiczne przedstawia relację 60-letniego lewicowego polityka Ryszarda Kalisza z 20-kilkuletnią kobietą, nawiązując do autentycznych zdarzeń z życia posła znanego z relacjami z młodszymi kobietami. Utwór pomija postać samego Kalisza; skupia się na kobiecie, która musi stawić czoła swojemu brakowi podmiotowości oraz uprzedmiotowienia przez partnera oraz znajomych, którzy próbują wyperswadować jej związek „z takim komuchem/grubym, starym”. Masłowska demaskuje takie podejście, gdyż nie zakłada ona, że w takim związku także może chodzić o miłość. W reżyserowanym przez Anetę Grzeszykowską teledysku naga, pomalowana na biało kobieta (imitująca starożytny posąg) leży na czerwonej podłodze. Ktoś ją przesuwa, później zaś na wysokości serca wiąże czarne wstążki, które poruszają się nad jej ciałem, przypominając koło fortuny i wskazując na jej brak samodzielności. Ułożenie ciała kobiety odpowiada układowi ciała ukrzyżowanego Chrystusa, ale też, w zestawieniu z czerwonym tłem, flagę polski. Folta-Rusin dostrzega nawiązania do alegorycznych przedstawień Polski Stanisława Wyspiańskiego, Jana Styki czy Artura Grottgera.
Hajs
W „Hajsie” (niekiedy ze stylizowanym zapisem „Haj$”) podmiotem lirycznym jest uczennica – przedstawicielka społeczeństwa konsumpcyjnego – dorastająca w czasach transformacji społecznej, marząca o lepszym życiu, którego emanacją, kreowaną przez mass media i presję środowiskową, mają być pieniądze „na pokaz”. Jej celem jest nie tylko zaspokojenie potrzeb materialnych charakterystycznych dla stereotypowego Polaka (wakacje w Egipcie czy na Wyspach Kanaryjskich, nawiązujące do paradokumentu Pamiętniki z wakacji) i subkultury dresiarskiej („Audi zaprzężone w głodne amstaffy”), lecz także wzbudzenie zazdrości grupy rówieśniczej – w utworze poprzez „kanapki z hajsem”, które mają wyrażać wyższy status grupowy od uczniów jedzących zwykłe kanapki z kiełbasą i masłem. W innej interpretacji stanowią one zestawienie konsumenckich kaprysów z przedkapitalistycznymi nawykami.
„Hajs” był pierwszym utworem z płyty promowanym teledyskiem. Obraz wyreżyserowany przez Krzysztofa Skoniecznego stanowi barwny kolaż scen, w których bohaterka utworu wyobraża sobie siebie w roli dziewczyny gangstera. Grająca ją Masłowska (ustylizowana na uczennicę, raperkę z biżuterią, kobietę w prowokującym stroju kąpielowym, koszykarkę) tańczy na zielonym tle, jeżdżącej złotym Fiatem 126 ciągniętym przez amstaffy, latającej na dywanie w kształcie skóry z tygrysa. Kampowy klip stylizowany jest na domową grafikę komputerową z lat 90. Masłowska przywołuje elementy kultury popularnej z lat 80., 90. i początku pierwszej dekady XXI wieku: gry komputerowe, Game Boy’e, ołowiane żołnierzyki, My Little Pony, rolki, sowieckie kreskówki, kasety magnetofonowe, aparaty Polaroida. Odniesienia do fascynacji konsumpcjonizmem przez współczesne społeczeństwo stanowi powracający motyw w innych jej dziełach (np. powieści Jak zostałam wiedźmą). Teledysk jednocześnie promował pełnometrażowy film Skoniecznego Hardkor Disko. W 2016 teledysk był jedną z prac w ramach wystawy „Bogactwo” w Zachęcie.
Chleb
Chleb jest obok wojny jednym ze stałych motywów w twórczości Masłowskiej. Piosenka stanowi centralny punkt płyty. Ukazuje marzenia i obawy oderwanej od teraźniejszości i cierpiącej za nostalgią klasy pracującej. Wykonywana „osiedlowym metajęzykiem” („wogle co go to”, „co nie pójdę do Żabki”, „te naklejki są megasłodkie”, „se”) z perspektywy młodej dziewczyny mieszkającej na typowym blokowisku. Bohaterka w drodze do sklepu „Żabka” spotyka siedzącego na ławce dresiarza (pełniącego rolę „uwodziciela”). Jednak tekst odrywa się od konstrukcji „dziewczyna spotyka chłopaka” i para rozmawia głównie o chlebie. Chłopak opowiada jej o matce – niegdyś alkoholiczce, obecnie jednak nie pijącej, zajmującej się zamiast tego wypiekiem chleba z własnej „maszyny do chleba”. Kiedy dziewczyna zakochuje się w chłopaku, ten oświadcza jej, że jego matka jest w stanie terminalnym. W związku z tym proponuje dziewczynie okazyjny zakup maszyny do chleba, ponieważ u niego stoi nieużywana. Bohaterka utworu decyduje się na zakup, lecz zostaje samotna z maszyną. Chłopak nie wyraża zainteresowania ani nią, ani swoją umierającą matką. W efekcie dziewczyna oddaje się pieczeniu chleba, przez co powiela model życia poprzedniej właścicielki maszyny – wchodzi w rolę kobiety siedzącej w domu. Rutynowa czynność wypiekania chleba staje się praktyką odwlekającą myślenie o śmierci, a sam chleb surogatem nieśmiertelności. Sam chleb w piosence miałby symbolizować także kobiecość, macierzyństwo, płodność, Boga czy narkotyki.
W teledysku Krzysztofa Skoniecznego według scenariusza Masłowskiej grają, m.in.: Masłowska, Maciej Nowak, Kuba Wandachowicz i Jakub Żulczyk. Akcja dzieje się w dwóch równoległych rzeczywistościach: posępnym, typowo polskim blokowym sąsiedztwie (stanowiącym klasyczny obraz hip-hopowej realności) i barwnym marzeniu sennym, w którym dziewczyna staje się przerysowaną księżniczką-dresiarą (Anja Rubik), zaś jej chłopak karykaturalnym superdresiarzem, b-boyem (Karol Niezwiestny). Obrazują oni wyobrażenie o idealnym wyglądzie ich samych. Razem dosiadają wielkiego jamnika. Polska w teledysku nie zmieniła się istotnie w stosunku do 1989 z wyjątkiem ukazanych aspektów konsumpcjonizmu: wszechobecnych billboardów, śmieci, maskotek, przejawów globalizacji (budek z kebabem). To samo dotyczy społeczeństwa – ludzie w „Chlebie” są szarzy, rozczarowani teraźniejszością i odrętwiali. W ich codzienności ważne miejsce zajmują wytwory i dobra konsumpcyjne kultury popularnej. Aspiracje z kolei są odzwierciedleniem priorytetów kreowanych przez celebrytów. Anja Rubik potraktowana jest jako obiekt, którego znaczenie przechwycono i użyto do krytyki kultury masowej, jako wartości stawiające piękne ciało i luksusowe marki. Topowa modelka w teledysku pokazuje, w jakim stopniu życie na blokowisku odstaje od wzorców narzucanych przez dominujący nurt kultury. Zdaniem Anny Michalak obraz sprawia wrażenie inspirowanego twórczością Krainy Grzybów i nurtu vaporwave. W interpretacji Aleny Aniskiewicz elementy kolażu w teledysku są odpowiednikiem samplingu w muzyce hip-hopowej, tj. zapożyczanie i przerabianie znajomych elementów w celu stworzenia czegoś nowego. Jej zdaniem, Masłowska, używając znajomych obrazów i metafor, ujawnia sztuczność za „prawdziwą” miłością” i „prawdziwym” życiem z filmu. „Chleb” ma ujawniać autentyczność jako produkt interakcji i interpretacji symboli.
Żona piłkarza
Masłowska w „Żonie piłkarza”, ustawiając się w roli wags (nawiązując przede wszystkim do Doroty Rabczewskiej oraz Anny Lewandowskiej), porusza temat infantylnego i nieobecnego mężczyzny. Tytułowy piłkarz wypada w utworze jako bierny i niezainteresowany smutną i oddaną żoną. W teledysku (animacji poklatkowej) Marii Strzeleckiej dwie lalkowe figury mężczyzn-piłkarzy z piłkami zamiast głów skupiają całą swoją uwagę jedynie na sporcie, przy czym nie uprawianym, a oglądanym jedynie w telewizji. Pozostają obojętni na trzy lalkowe figury kobiet – żon lub partnerek – personifikacje Penelopy, które czas oczekiwania na znanych partnerów wypełniają pracami domowymi, zakupami i udziałem w wydarzeniach. Wykonanie piersi bohaterki utworu z piłek czyni z niej znak firmowy męża. Całość ma stanowić alegorię losu kobiety w patriarchalnym społeczeństwie. Obraz otrzymał nagrodę Yach Film 2016 w kategorii najlepsza animacja.
Kinga
W „Kindze” penetrowany jest zdefiniowany przez Dominica Strinatiego motyw wpływania konsumpcji na kulturę popularną i determinowania tej pierwszej przez drugą. Postać Kingi Rusin, jako autorki poradników i współwłaścicielki marki kosmetycznej, reprezentuje w utworze wszechobecność autorytetu nadużywanego przez celebrytów, którzy są ignorantami w tematach, na które się wypowiadają. Masłowska krytykuje wpływ, jaki w kreowaniu stylu życia przeciętnych ludzi mają celebryci, którzy jednocześnie sami nie są autentyczni i nie ponoszą odpowiedzialności za swoje słowa. Medialny ucisk celebrytów ma wyrażać także monstrualizowanie ciała Rusin. Sama Masłowska deklarowała, że wybór Rusin jako bohaterki utworu był wynikiem dość przypadkowej, wyrwanej z kontekstu, wypowiedzi jej znajomego.
Zapach Boga
Utwór skupia się na zachodzących na sobie naturach duchowości w uczęszczaniu do kościoła i zakupach w galeriach handlowych. Wokalistka porównuje zapachy obu miejsc. Teledysk Mileny Korolczuk jest prosty w formie. Rozpoczyna się od ujęcia pudełka czekoladek wyglądającego jak gotycki kościół płynnie przechodząc do witrażu stworzonego z opakowania po cukierkach M&M’s.
Prezydent
Masłowska w „Prezydencie” poprzez zinfantylizowaną figurę głowy państwa symbolizuje stereotypowego, nieobecnego polskiego ojca lub męża. W teledysku Macieja Buchwalda tytułową rolę odgrywa Kazimierz Wysota. Pierwsza dama, grana przez samą Masłowską, jest archetypiczną gospodynią domową, która posępny czas oczekiwania na męża wypełnia gotowaniem obiadu i opieką nad dzieckiem (w tej roli Malina Malinowska, córka Masłowskiej). Kontrast między wystrojem mieszkania z przełomu lat 80/90, a rozciągającym się z niego widokiem na nowoczesną Warszawę ma stanowić odniesienie do braku zmian w życiu polskich rodzin i polityce po 1989. Rusin-Folta postrzega teledysk także jako parodię telewizyjnych spotów wyborczych. W utworze wykorzystano także chór dziecięcy.
Chrzciny
„Chrzciny” można uznać za tematyczny sequel „Hajsu”. Masłowska wciela się w dziewczynę, która namawia swego chłopaka (którego partię śpiewa Jakub Żulczyk), by zabrał ją na rodzinną imprezę – chrzciny. Piosenka stanowi obraz wyzwolonej spod codzienności wstrętności – oprawy rodzinnego rytuału, z dużą ilością alkoholu i jedzenia, napastującymi wujkami oraz odwołaniami charakterystycznymi dla lat 90.: samochodem FSO Polonez, dezodorantem FA. Chrzciny, wbrew ich sakralnemu wymiarowi, okazują się celebracją rozrzutności i rozwiązłości seksualnej. Do utworu nie powstał teledysk.
Czarna żorżeta
Podobną do „Żony piłkarza” figurę kobiety przedstawia „Czarna żorżeta”, z tym że główna bohaterka jest żoną pułkownika, skąpego alkoholika, który zaniedbuje osowiałą żonę. Ta ostatecznie popełnia samobójstwo, mając nadzieję, że zostanie przynajmniej pochowana w obiecanej tytułowej sukience. Stylizowany na wysokobudżetowy, stary film (dostrzegane inspiracje serialem „Noce i dnie”) teledysk w reżyserii Marcina Nowaka fabularnie jest zbieżny z tekstem piosenki.
Córka
Tytuł odnosi się do epitetu „córka Rydzyka”, jakim w październiku 2012 określił Masłowską liberalny portal NaTemat.pl po tym, jak ta zdystansowała się od środowiska lewicy. Określenie to na moment przylgnęło do Masłowskiej. W samej piosence Masłowska nie odnosi się do postaci Rydzyka (także będącym nieobecnym mężczyzną), skupiając się na córce, która cierpi z powodu samotności, nie mogąc zostać zaakceptowana przez hipokryzję rzekomo otwartego, liberalnego społeczeństwa. W wywiadach Masłowska precyzowała, że krytyka w „Córce” skierowana jest głównie w środowisko symbolizowane przez warszawski plac Zbawiciela, które podobnie jak prawica, odrzuca wszystko, co nie przystaje do jego światopoglądu. Piosence nie towarzyszy teledysk.
Społeczeństwo jest niemiłe
Utwór tytułowy opisuje ponurą społeczność ludzi żyjących zwykłą codziennością, nie wykazujących zainteresowania innymi, ignorującymi problemy społeczne jak ubóstwo, prostytucja, nadużycia seksualne. Wideoklip Karoliny Jacewicz i Macieja Thiema ukazuje samotną, smutną kobietę przyrządzającą typowe polskie schabowe.

## Odbiór
Masłowska wokalistka ciągle jest Masłowską pisarką. Eksperymentuje, bezczelnie prowokuje, jest balansującym na granicy kiczu naturszczykiem. Minimalistyczna, sklecona w domu elektronika, w której słychać i klubowe, i hiphopowe trendy, ale również postpunkową fascynację estetyką brudu i śmieci (…). Złote łańcuchy, prześwitujące bluzki, puchówki z błyszczących materiałów, jaskrawe szminki, agresywne psy jako nieodłączny rekwizyt – słowem pozuje na rasową homegirl. Zakłada maskę i opowiada historie z polskich podwórek. O galeriankach z gimbazy i gościach, którzy dnie spędzają na ławce z napojem w ręku. Kpi z polskiej przeciętności i groteskowych aspiracji oraz uderza w świat celebrytów. W tej wizji przybłąkał się nawet sam prezydent, biedny i zmęczony, bo wciąż myśli o Polsce. Jak w swoich powieściach Masłowska demaskuje pustkę tej rzeczywistości poprzez język. I ten niezwykły talent do żonglowania słowami pozostaje jej kluczowym atutem.

Zawartość muzyczna to według wydawcy „autorska, domowa mieszanka rapu, punka i muzyki tanecznej, a w warstwie tekstowej psychodeliczny zlep opowieści z popularnej prasy, wyrażony statystycznie polskim językiem i właściwym mu sposobem rozumowania”. Mimo jednak operowania mainstreamowymi gatunkami muzycznymi, płytę uznano jako skierowaną do elitarnej grupy docelowej. Recenzenci muzykę opisywali jako minimalistyczną, z wpływami hip-hopu, postpunku, estetyki brudu i śmieci, „bazarową, tanią, kojarzącą się z latami 90. i złotą erą disco polo”, co jednak współgra z przyjętą konwencją. „Projekt radykalnie przestylizowany i jest to zarówno jego największym błogosławieństwem, jak i przekleństwem”. Sama Masłowska celowo podkreślała w brzmieniu płyty swoją „naiwność wokalną”, m.in. nie usuwając w produkcji seplenienia oraz nie korzystając z innych, bardziej wyrafinowanych możliwości, jakie daje proces nagrywania. Muzykę porównywano do takich wykonawców jak Świetliki, Niwea, The Knife, Franek Kimono, Die Antwoord, Grimes, M.I.A. czy Crystal Castles.
Teksty piosenek na płycie opisywano jako „prześmiewcze, zabawne, absurdalne, równocześnie partyzancko atakujące głupotę, częściowo z osiedlowego metajęzyka, częściowo z wycinków prasy kolorowej”. W recenzjach zwracano uwagę na obecne na płycie ironię, absurdalny humor, pastisz, oryginalne porównania oraz celową, zbudowaną na słuchu i zmyśle literackim bełkotliwość wzorowaną na komentarzach z internetu i wypowiedziach znanych osób. „Udało się jej mowę naszą z całym tym balastem błędów i absurdalnych konstrukcji najpierw spisać a później wyśpiewać”. Według recenzentów Masłowska, śpiewając z pozycji osoby wychowanej na styku porządku przed i po transformacji, dochodzi do wniosku, że od początku lat dziewięćdziesiątych w społeczeństwie polskim nie zaszły istotne zmiany. Przy czym wartością dodaną tekstów nie jest konkluzja sama w sobie, lecz użyte środki wyrazu – język, trafność sformułowań czy porównań, w których dominują pastisz i margines popkultury klasy „B” i „C”. Piosenki z płyty kpią z przeciętności, aspiracji oraz świata celebrytów, którzy mają kreować świat fantasmagorii, za pomocą którego oszukują przeciętnych odbiorców.
Płyta spotkała się ze skrajnymi recenzjami – w zależności od spojrzenia traktującymi te same elementy jako zalety albo wady. Powstałe wówczas wśród krytyków zamieszanie związane z ostentacyjnym brakiem profesjonalizmu twórczyni (śpiewała z aparatem ortodontycznym) było podobne do dezorientacji po wydaniu debiutanckiej Wojny polsko-ruskiej pod flagą biało-czerwoną. Część dziennikarzy odebrała jednoznacznie krytycznie, określając ją „raczej kiepską płytą”, nudną, żenującą i nieśmieszną, schematyczną, czy „audiobookiem z nieświeżymi felietonami”, na którym „przeszarżowała i zanudziła jednocześnie”. Humorowi zarzucano infantylność, brak głębi, wtórność i schematyczność ukazywanych postaci. Błędem Masłowskiej ma być, że chociaż teksty piosenek pisze z pozycji „etnografa w terenie”, to „idzie w teren” z gotową tezą, nie poświęcając wysiłku na poznanie ludzi, których opisuje. Z drugiej strony z pozytywnym odbiorem spotkały się stylistyka i przenikliwość spostrzeżeń Masłowskiej, wyśmianie pychy, pretensjonalności, przaśności, tradycyjnego podziału ról płciowych (począwszy od jej pseudonimu) oraz wyczucie muzycznej formy okraszonej świetnym słuchem do języka potocznego i żonglowania słowami. Część portali (np. najbardziej opiniotwórczy wówczas w muzyce alternatywnej Porcys) ostentacyjnie nie zamieściło recenzji. Skrajne opinie pojawiały się także w komentarzach pod publikowanymi na YouTube piosenkami.
Album został doceniony z perspektywy podsumowań 2014. W zestawieniu płyt roku 2014 Onet.pl Społeczeństwo jest niemiłe znalazło się na drugim miejscu wśród polskich albumów, zaś samą Masłowską uznano za najlepszą polską artystkę muzyczną. W rankingu słuchaczy Radiowego Domu Kultury album zajął drugie miejsce w kategorii „płyta roku”. „Gazeta Wyborcza” sklasyfikowała płytę na 18. miejscu podsumowania roku, zaś „Niezależny Miesięcznik Studentów Magiel” na trzecim miejscu. Album wyróżnili także dziennikarz Jacek Świąder oraz portal Spider’s Web. Sama Masłowska w 2015 m.in. za debiut muzyczny została laureatką nagrody Wdechy „Gazety Co Jest Grane” w kategorii Człowiek Roku.
W pisanej z perspektywy kilku lat literaturze naukowej zaczęto zwracać uwagę na kolejne warstwy albumu, na którym Masłowska recyklinguje „odpadki kultury”, łączy literaturę, muzykę i sztuki wizualne oraz rozmywa linie rozdzielające kulturę wysoką od niskiej, tworząc swoje najbardziej dojrzałe pod kątem świadomości społecznej dzieło. Wykazuje się przy tym poczuciem humoru. Na kolaż składają się przedmioty użytkowe, dobra konsumpcyjne i style życia, które razem mają duże znaczenie w codziennej percepcji rzeczywistości społecznej. Płyta zasadza się na intertekstualności, zapożyczeniach, pastiszu, którą część recenzentów i odbiorców w zbytnim uproszczeniu potraktowała jako zwykły kicz. Z racji jednak ironicznej wymowy, autoironii twórcy, takich elementów jak nostalgia, przekraczanie ról społecznych, album – postmodernistyczną parodię – należy wpisywać w nurt kampu. Album wpasowuje się także w tzw. kulturę przegrywu. Alena Aniskiewicz zwróciła uwagę, że Masłowska polemizuje z genderową dynamiką gatunku, posiłkując się humorem w sposób podobny do Missy Elliott, aby określić swoje miejsce w muzyce zdominowanej, także w Polsce, przez mężczyzn. Odbiór całego projektu „Społeczeństwo jest niemiłe” ma wymagać ponadprzeciętnych kompetencji kulturowych.
Łukasz Wróblewski zauważa, że Masłowska w tekstach na płycie ukazuje, jakie jednostka ponosi koszty dla pozornie stabilnej i bezpiecznej wizji świata. Ukazywana codzienność jest konsekwencją reakcji wstrętu i wiąże się z wykluczeniem przez społeczeństwo zasadniczo niechętnie nastawione do osób i zjawisk niespełniających obowiązujących wzorców, np. związek dwóch osób ze znaczną różnicą wieku („Ryszard”). Masłowska krytykuje także media, które kreują popyt na to, co nietypowe, inne i wstrętne, czerpiąc korzyść z antagonizmów i skrajności („Kinga”). Masłowska jako antropolożka codzienności dokonuje przeglądu codzienności. W jej obserwacjach społeczeństwo, masując codziennością to, co wstrętne, staje się niemiłe.
Płyta świadczy o wszechstronności Masłowskiej. Wpisuje się w szerszy kontekst dotychczasowej twórczości pisarki. Formuła całościowo rozwija figurę hip-hopowej narratorki MC Doroty z powieści Masłowskiej „Paw królowej” z 2005 (Masłowska przyjmowała też w książkach alias MC Doris). Część bohaterów (np. „Hajsu” i „Chleba”) przypomina bohaterów „Wojny polsko-ruskiej…” – aspirującą do świata celebrytów młodzież o niskim statusie społecznym.
Spośród teledysków szczególną popularnością cieszył się „Chleb” w reżyserii Krzysztofa Skoniecznego, w którym wystąpili m.in. Anja Rubik tudzież Maciej Nowak. Zyskał światowe uznanie i został zauważony przez takie media jak brytyjska edycja „Vogue” „Dazed” czy „Fashionista.com”, był także nominowany do UK Music Videos Awards w kategorii Best Pop Video – Budget. Pozostałe klipy także spotkały się z uznaniem.
Płyta dwukrotnie znalazła się w zestawieniu OLiS, docierając do 9. miejsca.

## „Tęcza”

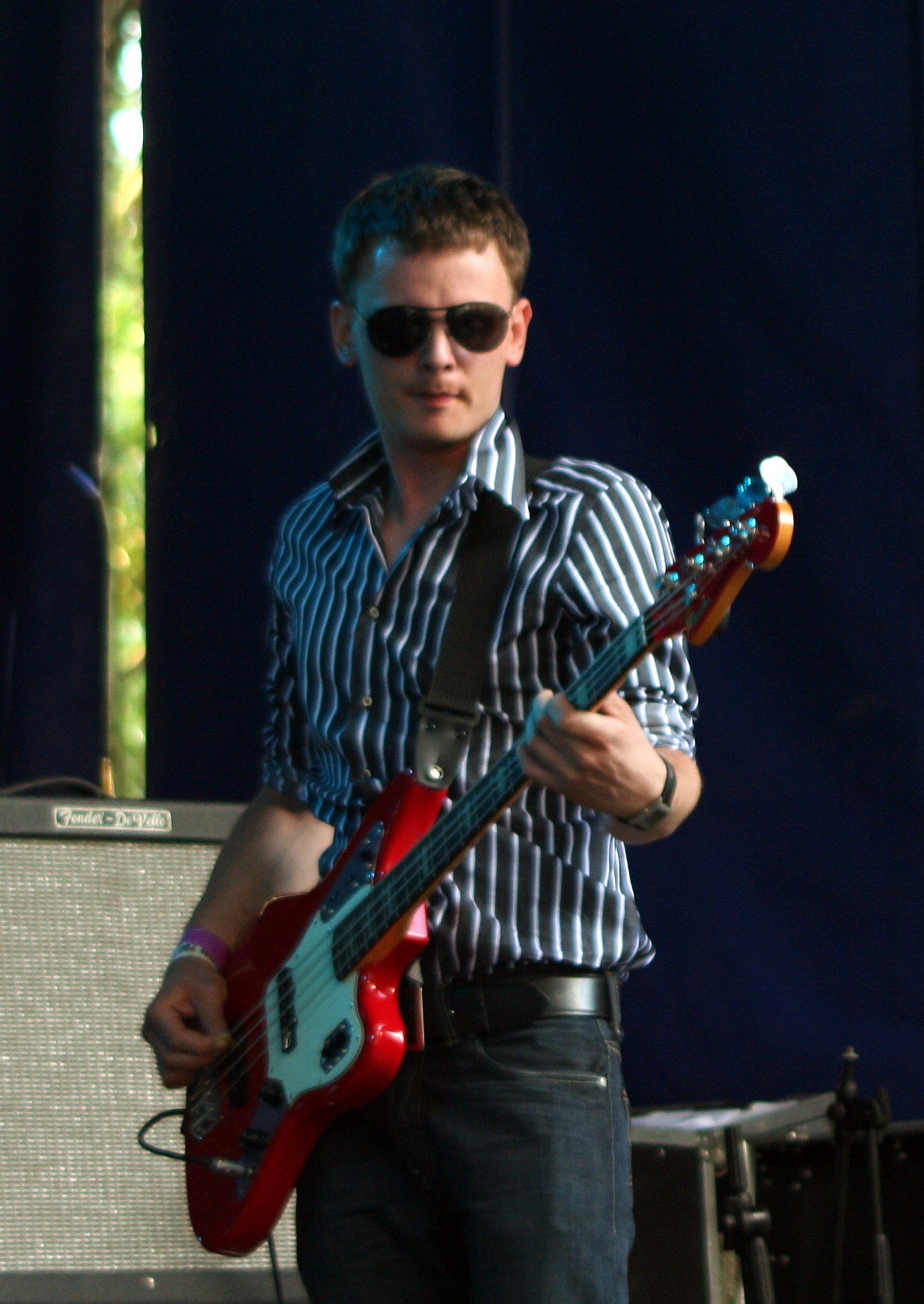
Kuba Wandachowicz

11 listopada 2014 w klubie Basen w Warszawie oraz w internecie miała miejsce premiera piosenki „Tęcza”. Choć została wydana osobno osiem miesięcy później, stylistycznie oraz tekstowo stanowi ciąg dalszy płyty. Utwór nawiązuje do strachu przed innymi i obarczania ich odpowiedzialnością za własne niepowodzenia, „polskiej tendencji do narzekania i szarości życia przeciętnych obywateli”, krytycznie odnosi się do szeregu podpaleń tęczy na pl. Zbawiciela, a także zagrożeń wiążących się z łączeniem Boga i patriotyzmu z nienawiścią. Masłowska motywację do napisania utworu tłumaczyła następująco: „piosenkę napisałam, kiedy media kolejny raz doniosły, że ktoś podpalił Tęczę na Placu Zbawiciela. Ten rytuał jej palenia jest bardzo wymowny: ma w sobie coś i z wielkiego grilla, i z wielkiego stosu. Ale pod całą groteską jest to akt nienawiści, która staje się naszym chlebem powszednim. Ta piosenka jest o tym, że źle gdy, na sztandar tej nienawiści wciągany jest Bóg i Polska”. Alena Aniskiewicz zwróciła uwagę, że w przypadku tej piosenki Masłowska nie pozostawiła wiele przestrzeni dla wątpliwości interpretacyjnych – jest negatywną oceną wizji brutalnego nacjonalizmu tradycyjnej polskości, która podgrzewa nienawiść.
W teledysku w reżyserii Macieja Szupicy (podpisany jako Monsieur Zupika) i Krzysztofa Kiziewicza (Kee Zee) wystąpili m.in. Masłowska i Michał Piróg. Bohaterka obrazu (w tej roli Masłowska) wyraża dezaprobatę z powodu samej obecności tęczy i wyraża to, jak Polska powinna wyglądać – szara, bez koloru (tj. różnic). Używane sformułowania nie stanowią wprost cytowania retoryki środowisk nacjonalistycznych, ale absurdalnie je wyolbrzymiają. W klipie, w którym zniekształcenie wizualne mają odzwierciedlać zniekształcenia ideologiczne, przeciwstawione zostały dwie koncepcje Polski: kolorowa i różnorodna wspólnota oraz szara masa wiecznego i niezmieniającego się narodu. Obraz ma stanowić krytykę gatunku, w którym w Polsce dominuje konserwatywny wydźwięk. W teledysku przedstawiono, jak miałby wyglądać „tęczowy świat” – Michał Piróg pieści tęczowe dildo, do którego dołączają kolejni tancerze. Za jego plecami jest pawi ogon – symbol pychy. Piróg ma być alegorią homoseksualizmu i wizualnym odpowiednikiem instalacji. Wizja „tęczowego świata” staje w płomieniach, kiedy Masłowska śpiewa „to jest Polska”. Masłowska brak tolerancji zderza w kontraście z katolickimi wartościami („talerzyk dla zbłąkanego wędrowca”). W teledysku pojawia się Zbigniew Grzegorzewski, tłumaczący w języku migowym „to jest Polska”. Utwór wraz z klipem spotkały się z pozytywnymi recenzjami, a negatywne komentarze pod samym teledyskiem reprezentowały zarówno prawicowy, jak i lewicowy światopogląd.

## Koncerty
Masłowska wykonywała piosenki z płyty na żywo z zespołem, w skład którego prócz niej weszli: Marcin Macuk, Kuba Wandachowicz, Magda Staroszczyk i Piotr Gwadera. Pierwszy występ promujący płytę odbył się 22 lutego 2014 w warszawskim Barze Studio bezpośrednio po wernisażu wystawy w Galerii Raster. W 2014 i 2015 Masłowska odbyła dwie minitrasy, grając przeszło dwadzieścia koncertów, m.in. na Off Festivalu, w Bukareszcie oraz w Londynie. Oprócz piosenek z płyty wykonywała także „Tęczę” oraz covery: „Scyzoryk” Liroya, „Kolory” Post Regimentu, „Bez matki” 19 Wiosen, „Ciągle w ruchu” Kosmetyków Mrs. Pinki, „Wiedziałem, że tak będzie” Molesty. W czerwcu 2015 Masłowska zapowiedziała zawieszenie działalności muzycznej, motywując to chęcią powrócenia do pisania oraz faktem, że „podczas koncertu w Elblągu nie pojebała mi się prawie ani jedna linijka tekstu i to już definitywny znak, że coś się kończy”. Ostatni koncert pod tytułem „Pożegnanie ze społeczeństwem” miał miejsce 25 listopada 2015 w Warszawie w klubie Hydrozagadka. Wzięli w nim gościnny udział: Vienio w utworze „Wiedziałem, że tak będzie”, Maria Strzelecka w „Kolorach”.
Występy spotkały się z pozytywnym odbiorem. Wersje koncertowe utworów znacznie różniły się od płytowych nowymi aranżacjami i dodaniem instrumentów. Koncerty utrzymywane były w konwencji pastiszu, zawierały elementy teatru oraz performansu, podczas których Masłowska dekonstruowała teatralność swojej tożsamości pisarskiej, zacierając granice między odgrywaną rolą a realną osobą. Jej celem było nie dostarczenie rozrywki muzycznej, lecz zachwianie własnym wizerunkiem publicznym. Masłowska ucieleśniała na nich wyobrażenia na swój temat jako gwiazdy literatury w krzywym zwierciadle jako tandetna gwiazda muzyki pop. Ubrana była w błyszczący, dyskotekowy strój. Starała się naśladować gwiazdy pop także ruchami i konferansjerką. Wyraźna teatralizacja siebie przez Masłowską porównywana jest do koncertowego alter ego Davida Bowiego – Ziggy’ego Stardusta.

## Lista utworów
Opracowano na podstawie materiału źródłowego.
| Nr  | Tytuł utworu                 | Długość |
| --- | ---------------------------- | ------- |
| 1.  | „Ryszard”                    | 2:39    |
| 2.  | „Hajs”                       | 2:48    |
| 3.  | „Chleb”                      | 3:40    |
| 4.  | „Żona piłkarza”              | 1:27    |
| 5.  | „Kinga”                      | 2:04    |
| 6.  | „Zapach Boga”                | 3:00    |
| 7.  | „Prezydent”                  | 1:51    |
| 8.  | „Chrzciny” (Jakub Żulczyk)   | 2:37    |
| 9.  | „Czarna żorżeta”             | 4:13    |
| 10. | „Córka” (Kuba Wandachowicz)  | 3:00    |
| 11. | „Społeczeństwo jest niemiłe” | 2:56    |
|     |                              | 30:15   |

## Twórcy
Opracowano na podstawie materiału źródłowego.
- Dorota Masłowska – muzyka, teksty, śpiew
- Marcin Macuk – superwizja
- Malinka i Matylda – chórki („Prezydent”)
- Tomasz Duda – mastering
- Szymon Żydek – koordynacja produkcji